# Anthophora fayoumensis
Anthophora fayoumensis är en biart som först beskrevs av Hermann Priesner 1957. Den ingår i släktet pälsbin och familjen långtungebin.

## Beskrivning
Anthophora fayoumensis är ett litet bi, med en kroppslängd hos honan mellan 8 och 8,5 mm, hos hanen mellan 7,5 och 8,5 mm. Grundfärgen är svart; både hanen och honan har en gul ansiktsmask, men den är mer utbredd hos hanen, inte minst åt sidorna. Hos hanen är pälsen på mellankropp och bakkropp gul till rödbrun; bakkroppen kan vara svagt randig, eftersom de bakre delarna av tergiterna (bakkroppssegmenten på ovansidan) kan ha en något mörkare nyans än den främre delen. Färgteckningen hos honans päls påminner om den hos hanen, men den är generellt ljusare: Vit i ansiktet, blekgul till gråaktig för övrigt.

## Ekologi
Som alla i släktet är arten ett solitärt bi och en skicklig flygare som föredrar torrare klimat; arten kan uppträda i ren öken. Flygtiden varar mellan mars och maj.

## Utbredning
Biet är vanligt i centrala och övre Egypten; det har även påträffats i Saudiarabien.